# Ian Hislop

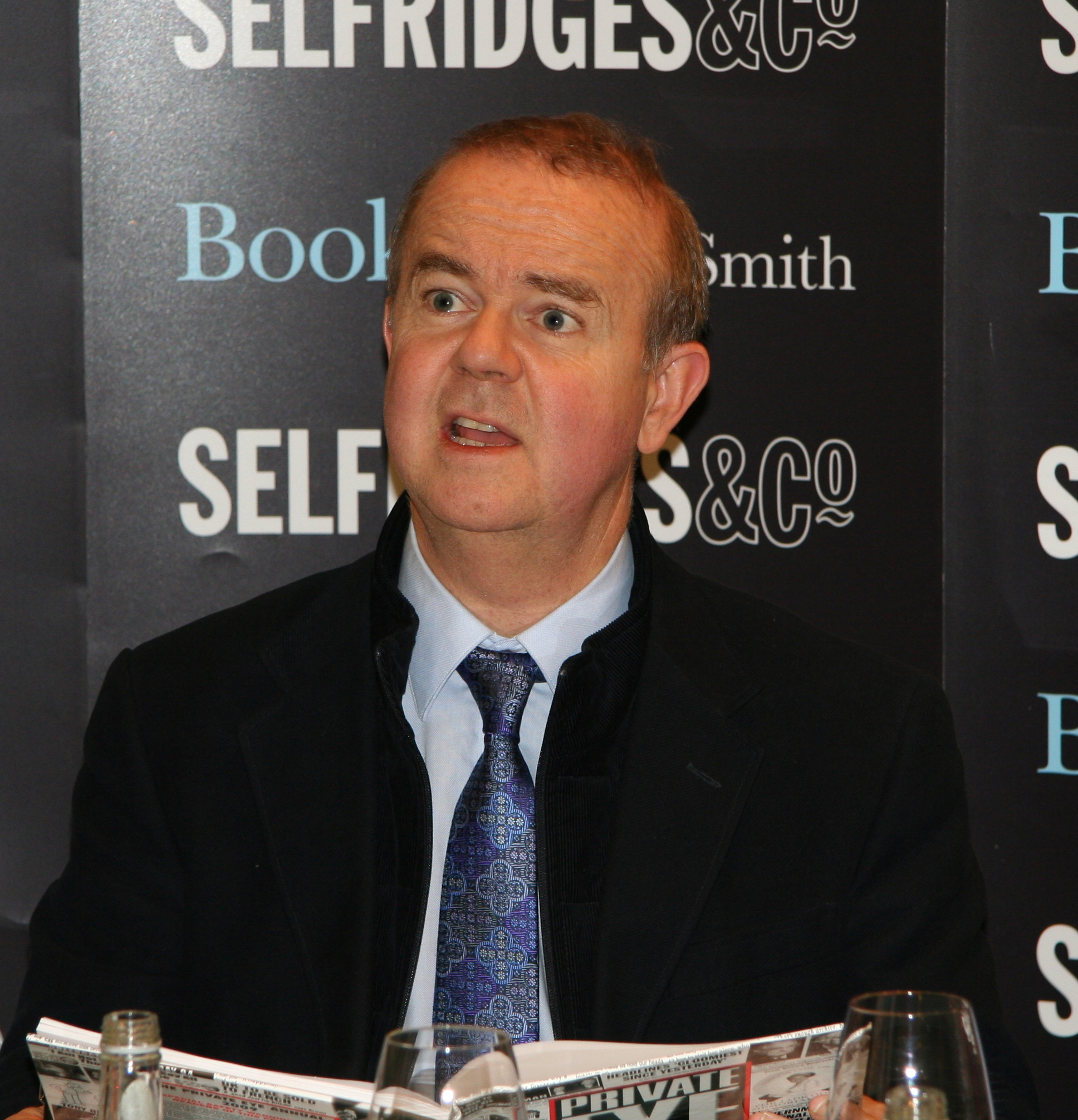
Ian David Hislop, 2009

Ian David Hislop (* 13. Juli 1960 in Mumbles, Swansea, Wales) ist ein britischer Satiriker, Drehbuchautor, Fernsehproduzent und der Herausgeber der satirischen Zeitschrift Private Eye. Bekannt ist er in Großbritannien vor allem als einer der zwei Teamchefs im satirischen Fernsehquiz Have I Got News for You, neben Paul Merton.

## Leben

### Kindheit und Jugend
Ian Hislops Vater arbeitete als Bauingenieur in verschiedenen Ländern, und so verbrachte Ian seine Kindheit in Nigeria, Kuwait, Saudi-Arabien und Hongkong. Zur Schule ging er im Ardingly College, einer bekannten privaten Internatsschule südlich von London. Hier war er bereits an Revue-Aufführungen als Mitwirkender und als Regisseur beteiligt. Außerdem war er Head Prefect. Am Magdalen College, Universität Oxford, studierte Hislop englische Literatur.

### Private Eye

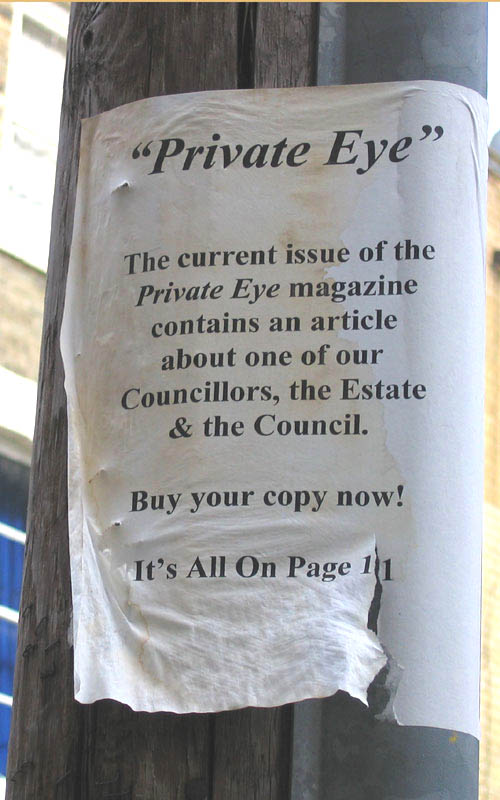
Hinweis Poster, Southwark 2004

In Oxford gab Hislop die Zeitschrift Passing Wind heraus. Nach einem Interview mit Richard Ingrams, der damals Herausgeber von Private Eye war, bot dieser ihm an, nach seinem Universitätsabschluss (1981) für Private Eye zu schreiben, was er auch tat. 1986 wurde Hislop der Nachfolger von Ingrams als Herausgeber der Zeitschrift, und noch heute hat er diese Position inne. Einige Redakteure versuchten erfolglos, die Ernennung des jungen und unerfahrenen Ian Hislop zu verhindern, was ihm die Gelegenheit gab, die Redaktion nach seinen eigenen Vorstellungen umzubauen, indem er sie durch andere Journalisten ersetzte.
Eine der Besonderheiten von Private Eye ist, dass der größte Teil des Gewinns unter den Mitarbeitern aufgeteilt wird, anstatt an die Eigentümer abgeführt zu werden.
Als Herausgeber von Private Eye wurde Hislop die bisher meistverklagte Persönlichkeit der englischen Rechtsgeschichte. Unter anderem wurde er dazu verurteilt, 600.000 Pfund an Sonia Sutcliffe zu zahlen, die Ehefrau des Serienmörders Peter Sutcliffe, genannt Yorkshire Ripper. Hislop kommentierte: „Wenn das Gerechtigkeit war, dann bin ich eine Banane.“ Die Summe wurde allerdings im Berufungsverfahren auf 60.000 Pfund reduziert. Auch der Verleger Robert Maxwell (The Daily Mirror) gewann sein Verfahren gegen Hislop. Nach Maxwells Tod stellte sich allerdings heraus, dass dieser sich des massiven Betrugs schuldig gemacht hatte, und dass die Vorwürfe von Private Eye nicht unbegründet gewesen waren.
Berühmt war auch die langjährige Auseinandersetzung mit Piers Morgan, dem früheren Chefredakteur des Daily Mirror. Morgan postierte sogar einen Fotografen vor Hislops Haus in der Hoffnung auf kompromittierende Bilder.

### Publizist und Redner

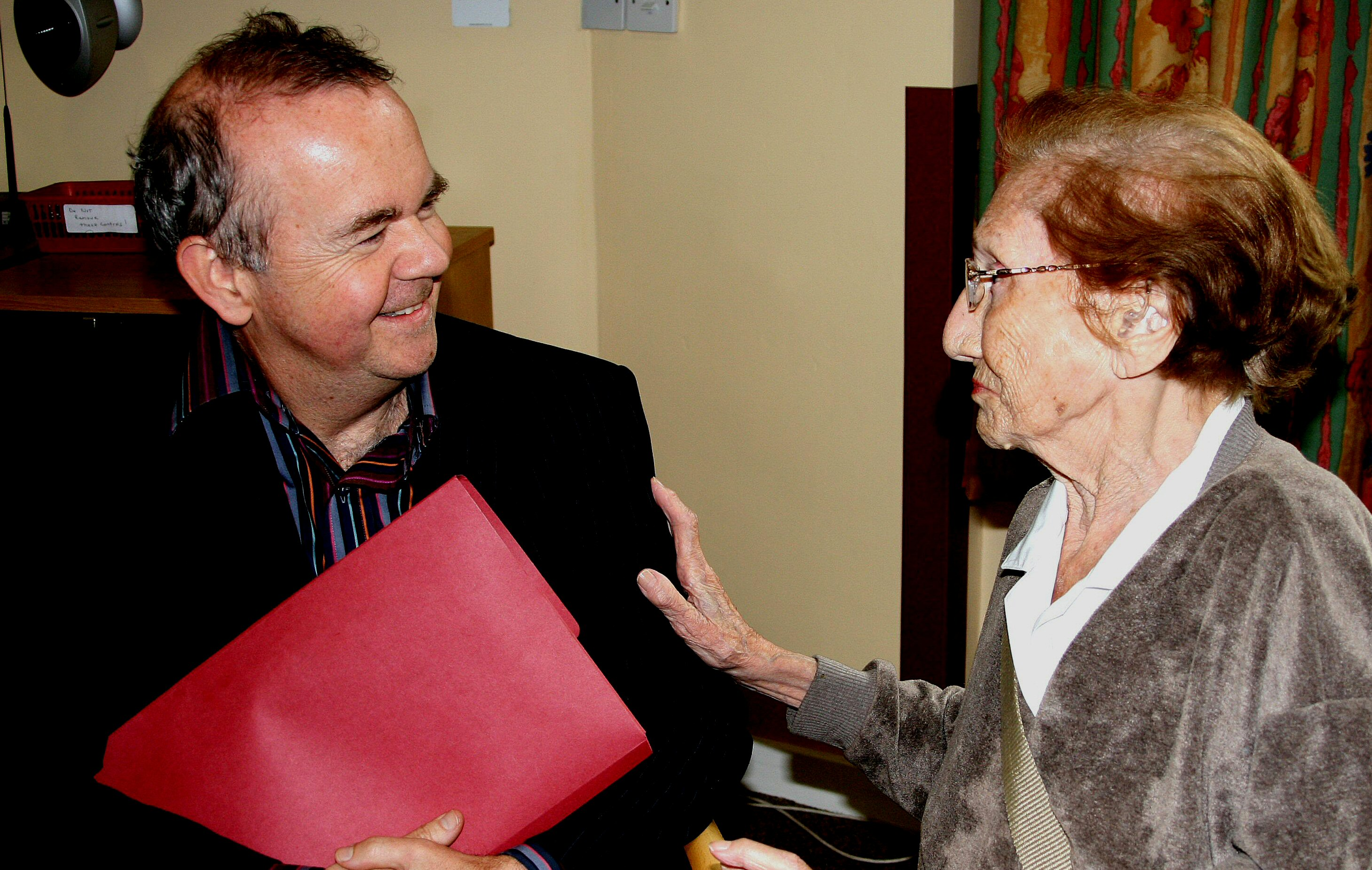
Hislop und eine Anwohnerin am Nightingale House, London, 2008

Beiträge von Ian Hislop sind unter anderem erschienen in The Guardian, The Spectator, The Financial Times und The Mail on Sunday. Er rezensierte Bücher für The Observer, The Literary Review und Time Out. Er hatte eine eigene Kolumne in The Listener. Er machte sich außerdem einen Namen als professioneller After-Dinner Speaker und Conferencier.

### Fernsehproduktionen

#### Have I Got News for You
Dadurch, dass Private Eye nur vierzehntäglich erscheint, hat Ian Hislop nach eigener Aussage genügend Zeit für andere Dinge. Im satirischen Fernsehquiz Have I Got News for You ist er einer der zwei Teamchefs. Seit Beginn des Programms 1990 hat er an jeder Sendung teilgenommen, obwohl er einmal eine Blinddarmentzündung hatte und direkt nach der Sendung wieder ins Krankenhaus eingeliefert werden musste. In diesem Quiz hat nur der Moderator ein Manuskript, die zwei Teamchefs und ihre Gäste müssen bei ihren Antworten und ihren Gags improvisieren. Dies tun sie meistens so erfolgreich, dass die Sendung zur beliebtesten satirischen Fernsehsendung in Großbritannien geworden ist (Einschaltquote ca. 8 Millionen). Deshalb wurde sie von BBC2 auf BBC1 verlegt, wo sie zur Hauptsendezeit ausgestrahlt wird. Mehrfach wurde sie mit Preisen ausgezeichnet. Man sagt, dass die Popularität von Boris Johnsons Auftritten dem konservativen Politiker sogar bei seiner Wahl zum Londoner Oberbürgermeister geholfen habe.
Verschiedene Folgen der Sendung sind auch als DVD erhältlich.

#### Sonstige Fernseh- und Radioproduktionen
In den 80er Jahren war Hislop einer der Drehbuchautoren der satirischen Fernsehserie Spitting Image ("Wie aus dem Gesicht geschnitten"), bei der bekannte Persönlichkeiten, hauptsächlich Politiker, mit Latex-Puppen parodiert wurden. Gush war eine Radiosatire über den Ersten Golfkrieg. Hislop war auch Co-Autor von My Dad's the Prime Minister, einer Fernsehkomödie, die vor ein paar Jahren im Familienprogramm der BBC gesendet wurde.
Als Autor, Produzent oder Mitwirkender war Ian Hislop an zahlreichen Rundfunk- und Fernsehproduktionen beteiligt. Dazu gehörten die Fernsehsendungen School Rules über die Geschichte des britischen Schulwesens, Ian Hislop's Scouting for Boys über die Pfadfinder, Not Forgotten über soziale Veränderungen im Gefolge des Ersten Weltkriegs, Not Forgotten: Shot at Dawn über standrechtliche Erschießungen von "Deserteuren" und "Feiglingen" im Ersten Weltkrieg, und eine Folge der Great Railway Journeys über eine Reise durch Indien. In einer Folge der BBC-Serie Who Do You Think You Are konnte sich Hislop der eigenen Ahnenforschung widmen. Häufig ist er an der politischen Diskussionssendung Question Time beteiligt. Im Radio wirkte er bei den verschiedensten Sendungen mit, zum Beispiel beim News Quiz, oder bei Sendungen über die Geschichte der Steuer, über das viktorianische England, und über Kirchenarchitektur.

### Familie
Ian Hislop ist seit 1988 verheiratet mit der Schriftstellerin Victoria Hislop (The Island, dt. Insel der Vergessenen; The Return, dt. Das Herz der Tänzerin). Das Paar hat zwei Kinder und lebt in Kent.

## Auszeichnungen und Ehrungen
| Jahr | Auszeichnung (Auswahl)                                                                    |
| ---- | ----------------------------------------------------------------------------------------- |
| 1985 | Goldene Rose von Montreux – Bronzene Rose als Drehbuchautor für Spitting Image            |
| 1994 | Writers’ Guild of Great Britain – Light Entertainment Award für Harry Enfield and Chums   |
| 1996 | Writers’ Guild of Great Britain – Light Entertainment Award für Harry Enfield and Chums   |
| 2014 | Broadcasting Press Guild Award – „Best Single Drama“ für The Wipers Times (Drehbuchautor) |